# コンゴ王国

コンゴ王国
Kongo ya Ntotila (コンゴ語)

1711年（分裂後）のコンゴ王国の領域

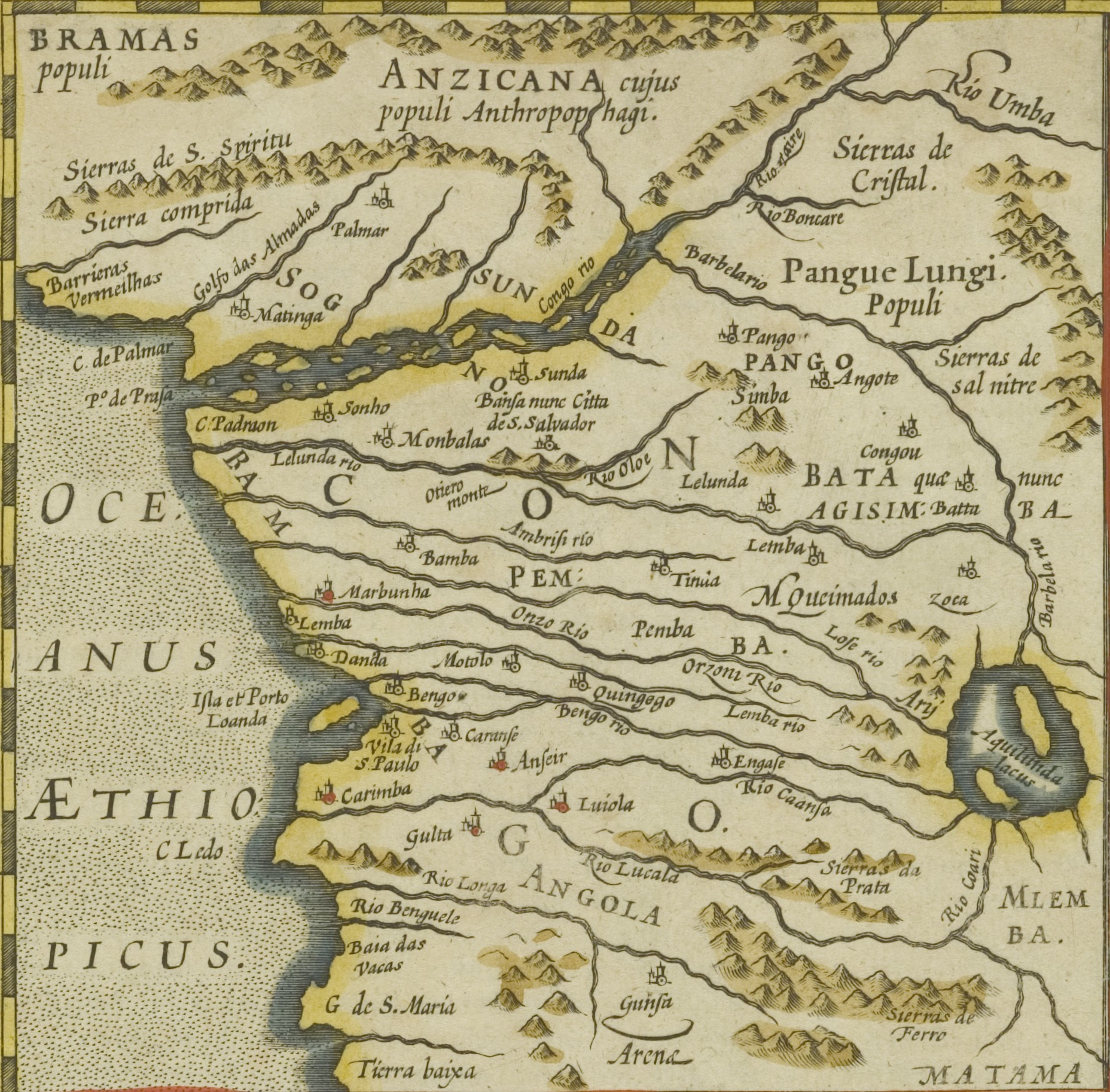
メルカトルによる地図 (1623年頃)

コンゴ王国（コンゴおうこく、コンゴ語: Kongo ya Ntotila）は、14世紀末から1914年までの間、中部アフリカ大西洋岸にあった王国である。現在のコンゴ共和国・コンゴ民主共和国・北アンゴラ・ガボンに相当する地域を支配していた。首都はンバンザ・コンゴ。

## 歴史
コンゴ王国の成立は、14世紀のコンゴ人、ルケニ・ルア・ニミが周辺諸国を平定したこととされる。ヨーロッパ人がアフリカに来航する以前、コンゴ王国は、稠密な貿易網の上に成り立つ極めて高度に整備された国家であった。
1482年にポルトガル人のディオゴ・カンがコンゴ川に到来し、コンゴ王国にもポルトガル人が来航した。1485年にはコンゴ王国とポルトガル王国の国交が結ばれ、両国の対等な関係とキリスト教の布教が承認された。1491年にはローマ・カトリックの宣教師が初めてンバンザ・コンゴに到達し、マニコンゴ（コンゴ王）ンジンガ・ンクウは5月23日にカトリックに改宗し、ジョアンの洗礼名を受けた。また同じくカトリックの洗礼名アフォンソを受けた王子ンジンガ・ムベンバをポルトガルへ留学させた。
1506年にアフォンソ1世が即位した。ヨーロッパ留学を経験していたアフォンソ1世はポルトガル語を学んで積極的に欧化政策を採り、首都もンバンザ・コンゴからサン・サルヴァドール（ポルトガル語で聖救世主を意味する）に改名された。しかし、同時代中からポルトガル商人による奴隷貿易が始まり、王国を蝕んでいった。アフォンソ1世は奴隷貿易の進行がコンゴを荒廃させていたことに鑑み、ポルトガル王ジョアン3世に奴隷貿易の停止を求める書簡を送ったが、ジョアン3世はポルトガルの国益のためにこの書簡を無視し、その後コンゴ王国はアフリカにおける奴隷貿易の中心地となった。
1545年にアフォンソ1世が没すると、コンゴでは反乱が相次ぎ、奴隷貿易とキリスト教の布教、そしてポルトガルの侵攻によってコンゴ王国は徐々に力を失っていった。1568年にジャガと呼ばれる武装部族集団がコンゴ王国に侵入し、コンゴ王アルヴァロ1世が事態の収拾のためにポルトガル軍の派遣を要請したため、ポルトガル軍の実力によって独立を回復したコンゴ王はポルトガルへの帰順を誓わされ、以後コンゴ王国はポルトガルの属国となった。
1641年に即位したガルシア2世はオランダとポルトガルの対立を利用して独立の維持を図り、この政策は功を奏してコンゴ王国は中興を遂げたが、ガルシア2世の死後、王位継承の混乱に乗じて1665年にアンゴラからポルトガル軍が侵攻し、アンブイラの戦いでコンゴ王国軍はポルトガル軍に敗れた。国王アントニオ1世は廷臣に殺害された。これがきっかけとなり、en:Kongo Civil War（1665年–1709年）が始まる。
コンゴ王国はその後も名目のみ存続したが、1885年のベルリン会議で王国の領土をベルギーとポルトガルで分割統治されることが決定。1888年にマニコンゴがポルトガルに臣下の礼を取り保護国となったが、1910年のポルトガル共和革命の結果として1914年に植民地総督による統治に一本化。ここにコンゴ王国は滅亡した。